# Mistrovství světa juniorů ve sportovním lezení 1996
Mistrovství světa juniorů ve sportovním lezení 1996 (anglicky: UIAA Youth Worldchampionship) se uskutečnilo jako čtvrtý ročník v Moskvě 2.-3. listopadu v lezení na obtížnost a rychlost (týden po finále Evropského poháru juniorů 1996), toto město hostilo Mistrovství světa juniorů poprvé. Do průběžného světového žebříčku juniorů se bodovalo třicet prvních závodníků v každé kategorii lezců od 14 do 19 let.

## Průběh MSJ
Šampionát probíhal v areálu Dvorca dětskovo sporta. První den se závodilo v lezení na rychlost, druhý den v lezení na obtížnost a český kouč Jan Krch jej popisuje jako nejdelší skálolezecký den v historii, který začal budíčkem děvčat již před šestou hodinou ráno a skončil po půlnoci.
Lezení na obtížnost se účastnili lezci z 21 zemí světa. Všechny medaile za lezení na rychlost získali místní závodníci.
Po skončení závodů všichni nasedli do mikrobusů a odjížděli do hotelů, na jedné křižovatce však do jednoho narazilo auto Žiguli s opilým řidičem. Do příjezdu ambulance ošetřoval lehce zraněné lékař jihoafrické výpravy. Juniorský mistr světa z předešlého roku Daniel Kadlec byl po nehodě v bezvědomí a poté se zde léčil v nemocnici.

### Češi na MSJ
Mistrovství se zúčastnili nejméně Daniel Kadlec, Ondřej Marčik a Šárka Obadalová.

### Výsledky juniorů a juniorek
| obtížnost          | obtížnost        | rychlost        | rychlost         |
| ------------------ | ---------------- | --------------- | ---------------- |
| junioři            | juniorky         | junioři         | juniorky         |
| 1. Maksym Petrenko | 1. Liv Sansoz    | 1. ?            | 1. ?             |
| 2.                 | 2.               | 2. ?            | 2. ?             |
| 3.                 | 3.               | 3. ?            | 3. ?             |
|                    |                  |                 |                  |
| —                  | —                | —               | —                |
| ? finalistů        | ? finalistek     | ? finalistů     | ? finalistek     |
| ? semifinalistů    | ? semifinalistek | ? semifinalistů | ? semifinalistek |
| ? chlapců          | ? dívek          | ? chlapců       | ? dívek          |

### Výsledky chlapců a dívek v kategorii A
| obtížnost         | obtížnost        | rychlost        | rychlost         |
| ----------------- | ---------------- | --------------- | ---------------- |
| chlapci           | dívky            | chlapci         | dívky            |
| 1. Markus Bock    | 1. Iva Hartman   | 1. ?            | 1. ?             |
| 2. Tomáš Stejskal | 2.               | 2. ?            | 2. ?             |
| 3.                | 3.               | 3. ?            | 3. ?             |
|                   |                  |                 |                  |
| —                 | —                | ? Daniel Kadlec | —                |
| ? finalistů       | ? finalistek     | ? finalistů     | ? finalistek     |
| ? semifinalistů   | ? semifinalistek | ? semifinalistů | ? semifinalistek |
| ? chlapců         | ? dívek          | ? chlapců       | ? dívek          |

### Výsledky chlapců a dívek v kategorii B
| obtížnost         | obtížnost             | rychlost        | rychlost         |
| ----------------- | --------------------- | --------------- | ---------------- |
| chlapci           | dívky                 | chlapci         | dívky            |
| 1. Tomaz Valjavec | 1. Maria Belomestnova | 1. ?            | 1. ?             |
| 2.                | 2.                    | 2. ?            | 2. ?             |
| 3.                | 3.                    | 3. ?            | 3. ?             |
|                   |                       |                 |                  |
| 13. Ondřej Marčik | 7. Šárka Obadalová    | —               | —                |
| ? finalistů       | ? finalistek          | ? finalistů     | ? finalistek     |
| ? semifinalistů   | ? semifinalistek      | ? semifinalistů | ? semifinalistek |
| ? chlapců         | ? dívek               | ? chlapců       | ? dívek          |